# Saint-Claude-de-Diray
Saint-Claude-de-Diray ist eine französische Gemeinde mit 1.772 Einwohnern (Stand: 1. Januar 2022) im Département Loir-et-Cher in der Region Centre-Val de Loire; sie gehört zum Arrondissement Blois und ist Teil des Kantons Chambord (bis 2015: Kanton Vineuil). Die Einwohner heißen Saint-Claudins.

## Geographie
Saint-Claude-de-Diray liegt etwa sieben Kilometer nordöstlich von Blois. Die nordwestliche Gemeindegrenze bildet die Loire. Umgeben wird Saint-Claude-de-Diray von den Nachbargemeinden Menars im Norden, Montlivault im Nordosten, Huisseau-sur-Cosson im Süden und Osten, Mont-près-Chambord im Süden und Südosten, Vineuil im Südwesten sowie Saint-Denis-sur-Loire im Nordwesten.
Saint-Claude-de-Diray gehört zum Weinbaugebiet Cour-Cheverny.

## Bevölkerungsentwicklung
| 1962                       | 1968 | 1975 | 1982 | 1990 | 1999 | 2006 | 2017 |
| -------------------------- | ---- | ---- | ---- | ---- | ---- | ---- | ---- |
| 991                        | 976  | 1019 | 1251 | 1435 | 1562 | 1653 | 1783 |
| Quellen: Cassini und INSEE |      |      |      |      |      |      |      |

## Sehenswürdigkeiten
- Kirche Saint-Claude aus dem 16. Jahrhundert
- Ruine der Kapelle Notre-Dame in Morest
- Kapelle des alten Schlosses von Nozieux aus dem 17. Jahrhundert

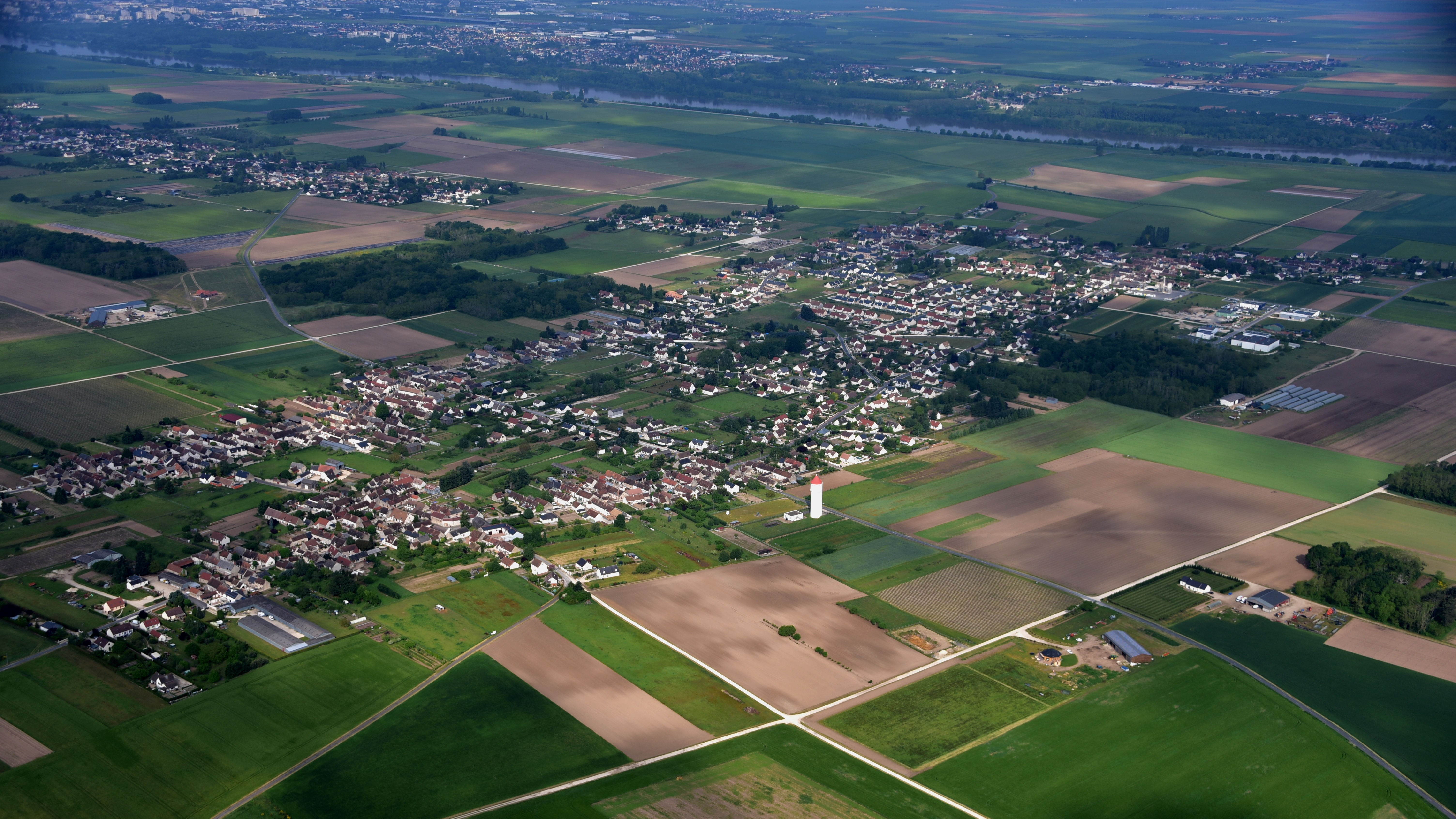
Saint-Claude-de-Diray, Luftaufnahme (2016)
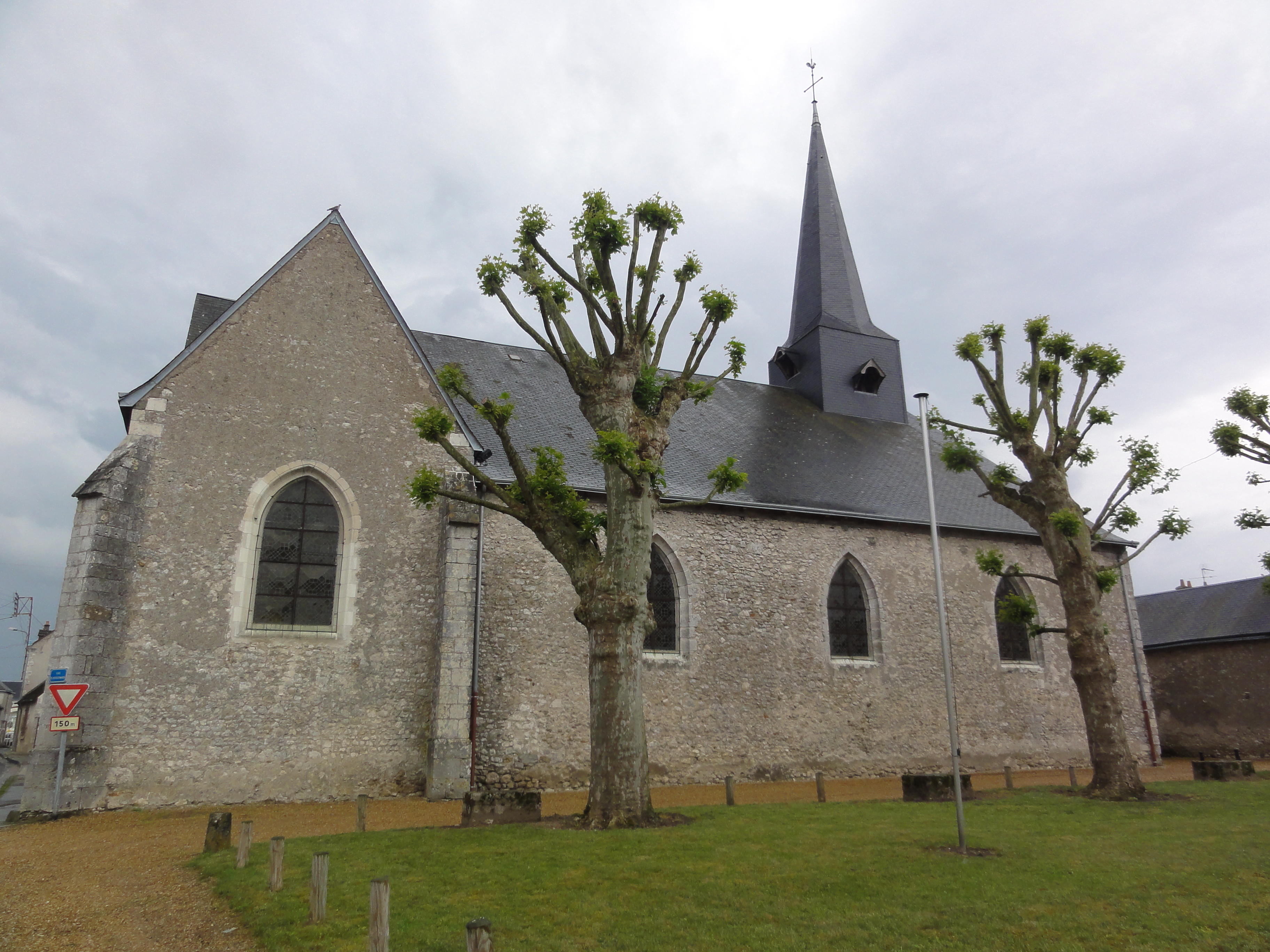
Kirche Saint-Claude

## Gemeindepartnerschaft
Mit der schweizerischen Gemeinde Meisterschwanden im Kanton Aargau besteht seit 1988 eine Partnerschaft.